# Millonésimo
Un millonésimo o una millonésima (0,000001) es igual a la repartición de una unidad en un millón de partes iguales. Es expresado como el factor 10-6 y con la fracción 1/1 000 000. En el Sistema Internacional de Unidades se representa con el prefijo «micro» y la letra griega μ.
| {\displaystyle Un\ millon{\acute {e}}simo=10^{-6}=0,000\ 001\,} |

El millonésimo y la millonésima también se expresan como el valor de un millón en la numeración ordinal (1 000 000.º y 1 000 000.ª).